# Yarralumla
Yarralumla az ausztrál főváros, Canberra egyik déli, belső városrésze, az Ausztráliai fővárosi terület határain belül. A Burley Griffin-tó délnyugati partján terül el, megközelítőleg 3,5 kilométernyire délnyugatra a főváros központjától, az úgynevezett city-től. (A tavat a második világháború után a Molonglo-folyón létesített gát segítségével mesterségesen hozták létre.)
Az európaiak először 1828-ban telepedtek le itt és a bennszülött Ngunnawal törzs Yarralumla kifejezése után nevezték el a területet 1834-ben. (A 19. századi térképeken és egyéb dokumentumokban a terület Yarrowlumla néven szerepelt.) Itt élt családjával a ma az ausztrál főkormányzó lakhelyeként szolgáló épület építtetője, Robert Campbell.
Yarralumla modern városrészét az ausztrál kormány hivatalosan 1928-ban ismerte el és manapság megközelítőleg 3000 embernek az otthona, valamint számos ország diplomatáinak küldöttségei is itt kaptak helyet. Az utóbbi években ez a lakóövezet vált a legáhítottabb és egyben legdrágább városrésszé széles, zöldellő utcái, látványos vízparti jellege és központi elhelyezkedése miatt.

## Földrajza

### Elhelyezkedése
Yarralumla az ausztrál főváros egyik központi fekvésű kerülete, South Canberra része az Ausztráliai fővárosi terület közigazgatási határain belül. Északról a Burley Griffin-tó határolja, keletről a Commonwealth Avenue és Capital Hill határos vele, míg délről az Adelaide Avenue és a Cotter Road, valamint nyugatról a Scrivener Dam, a Lady Denman Drive és a Molonglo-folyó egy része képezi határát.
Annak ellenére, hogy Yarralumla területileg Canberra egyik legnagyobb városrésze, lakosságának száma mégis viszonylag alacsony maradt, mert területének több, mint a felén nyílt térségek és nem lakott övezetek fekszenek, mint például a Weston és a Stirling Park, a Royal Canberra Golf Club és a Government House területei. Az épületek viszonylag nagy hányadát diplomáciai küldöttségek foglalják el.
A diplomata kerület a városrész keleti végében fekszik a Stirling Park közvetlen szomszédságában. Ez a leglankásabb területe Yarralumlának, az ausztrál Parlament épülete és az úgynevezett Parlamenti háromszög is a közelben található.

### Közlekedés
Yarralumla utcáit ausztrál kormányzókról és botanikusokról nevezték el. A városrész legtöbb régi utcája sakktáblaszerűen helyezkedik el, néhány kanyargósabb szakasszal kiegészülve, míg a hegyvidékies keleti részen, a diplomatanegyedet is ideértve, az úthálózat sugaras elrendezésű. Yarralumla főbb útvonalai észak–déli irányban a Banks, a Novar Street és a Hopetoun Circuit, valamint nyugat–keleti irányban a Schlich Street, a Loftus Street és a Weston Street. Mivel az itt élők többnyire a főváros más részeiben dolgoznak, ezért ez a terület inkább afféle pihenőövezetnek számít, ezért itt nem találhatóak komolyabb átmenő forgalmat biztosító utak. A város többi részének elérhetőségét az Adelaide sugárút, a Commonwealth Avenue, a Lady Denman Drive és a Cotter Road biztosítja, amelyek mindegyike túlér a városrész határain. Ezekről az utakról Yarralumla egésze könnyedén elérhető, hiszen mindegyik a városrész olyan fontosabb közlekedési útvonalaiba torkollik, mint amilyen a Coronation Drive, a Hopetoun Circuit és a Novar Street.

### Geológia
Maga a terület a Yarralumla-képződményen fekszik, melynek anyaga aleurolit, amely mintegy 425 millió évvel ezelőtt képződött a földtörténeti kor szilur időszakában. Maga a képződmény a déli Red Hill-től és Wodentől az északon fekvő Burley Griffin-tóig terjed, Yarralumla városrész alatt végighúzódva. A képződmény az utolsó nagyobb üledékes időszakban jött létre, amikor még Ausztrália keleti vidékét sekély tengerek borították. Az üledékréteg trilobiták, korallok és az egysejtű crinoidok jelenlétét mutatja. A yarralumlai téglagyár bányája és a Deakin redő területén figyelhetők meg legjobban az ősidők élővilágának maradványai.

## Története

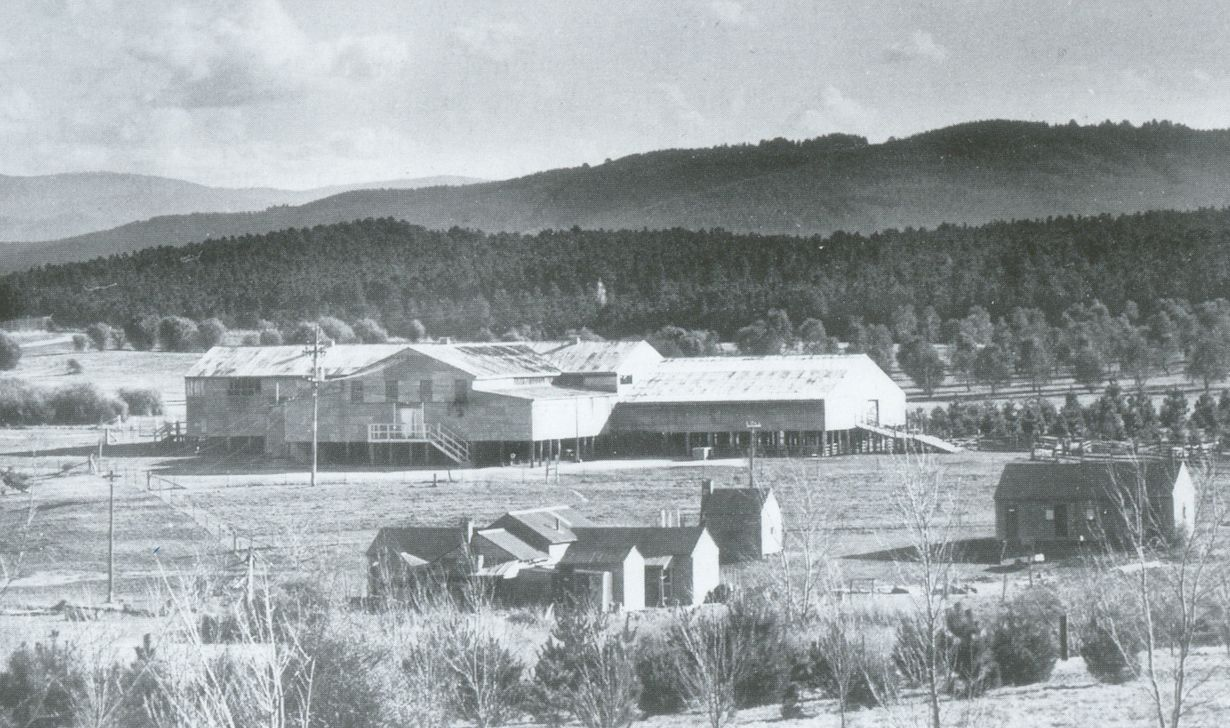
A Yarralumlában található gyapjúsiló 1925-ben

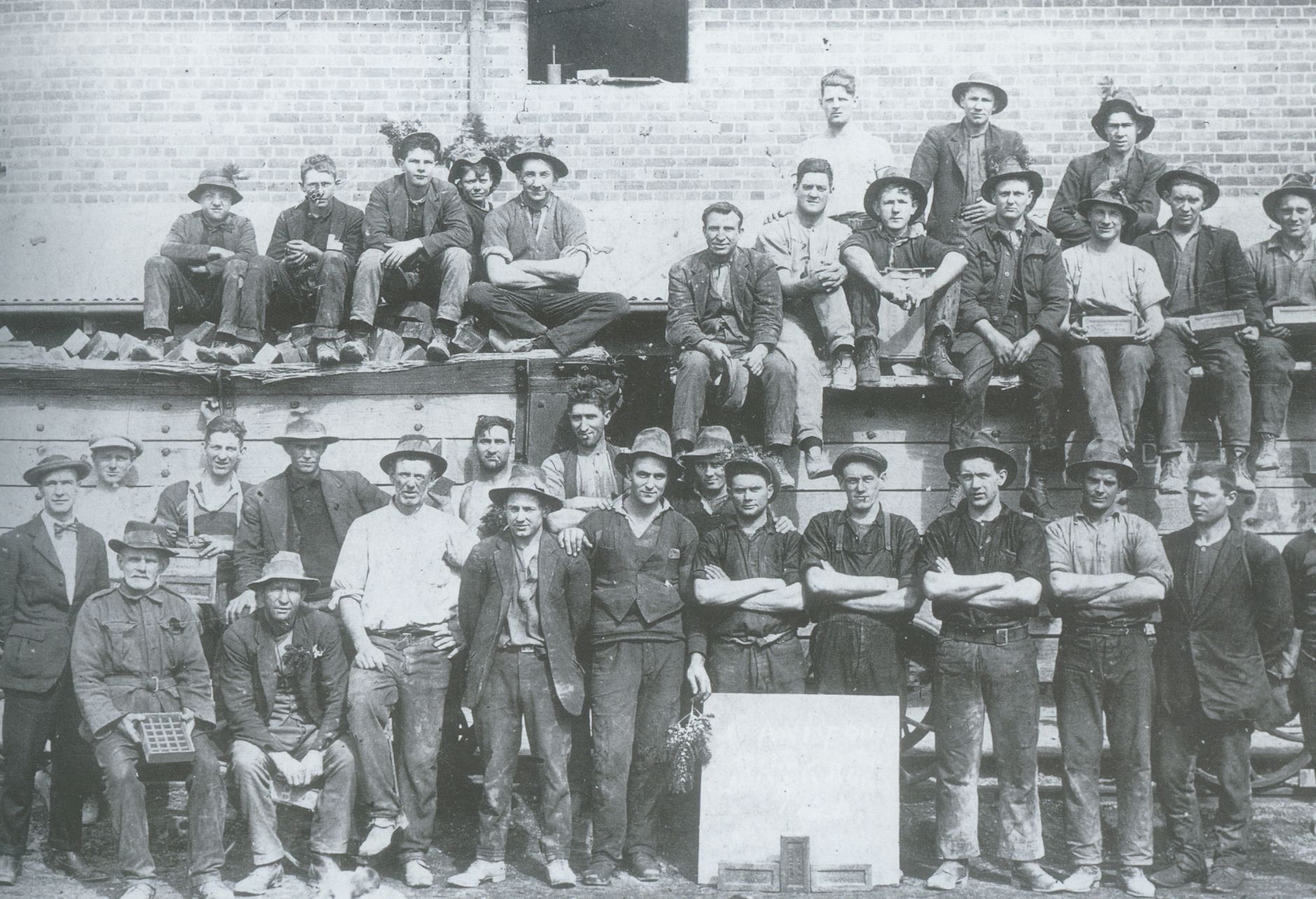
A Yarralumla Téglagyár 1924-ben

Az a terület, amelynek ma Yarralumla a neve, eredetileg két földbirtoknak is része volt, ahol garantálták, hogy a telepesek ingyen alapíthatnak farmokat a vidéken. 1828-ban Henry Donnison sydney-i kereskedő érkezett ide családjával az Ellen nevű kétárbócos vitorláshajón 1828. július 29. és 31. között és a Stirling Range nyugati részén földbirtokot hozott létre. A második földbirtok létrehozása a német származású William Klensedorffle nevéhez fűződik, aki a Brit Haditengerészetnél szolgált és 1818-ban érkezett a gyarmatra, majd később megvásárolt egy földterületet John Stephentől 1839. március 7-én. Egy 1834-ben végzett felmérés alapján tudjuk, hogy Donnison földjét már a kezdetek óta Yarralumlának hívják.
Yarralumla nevét az őslakos Ngunnawal törzs egyik szaváról kapta, amelynek jelentése: „visszhang”. A terület a mai városrész közvetlen tőszomszédságában, de attól valamivel nyugatabbra feküdt, Yarralumla Parish néven.
Robert Campbell a szomszédos Duntroonban 1891-ben felépítette nagy méretű, nyeregtetős téglaházát saját birtokán, amely ma Ausztrália főkormányzójának kormányzati rezidenciájául szolgál. Unokája Frederick Campbell volt. Campbell háza egy elegáns stílusú, György-korabeli tanyaház helyén épült, amelynek fő részeit helyben talált kövekből emelték az 1830-as években.
A régi yarralumlai tanya egyik ismertebb birtokosa volt Sir Terrence Aubrey Murray (1810–1873), aki 1837-től 1859-ig volt a yarralumlai birkatenyésztő telep tulajdonosa. Az új-dél-walesi képviselő, Sir Terrence Aubrey Murray 1837-ben megvásárolta a területet. Itt éltek feleségével, Mary Murray-jel (leánykori nevén Mary Gibbes, 1817–1858), aki John George Nathaniel Gibbes ezredesnek, az Új-Dél-Wales-i Vámhivatal tisztjének második lánya volt. 1859-ben Murray eladta Yarralumlát sógorának, Augustus Gibbsnek (1828–1897). Később, de még ugyanebben az évben Augustus szülei is ideköltöztek.
Augustus Onslow Manby Gibbes a birtoknak 1859-től 1881-ig volt tulajdonosa. Apja John George Nathaniel Gibbes ezredes (1787–1873) volt. Mindkét Gibbes sok pénzt áldozott Campbell grandiózus új családi fészkére Yarralumlában, mivel Augustus Gibbes Campbell sógora volt.
Augustus Gibbes felfejlesztette a birtokot és további területeket szerzett vásárlás és bérlés útján. 1881-ben eladta Yarralumlát 40 000 fontért Frederick Campbellnek, aki Robert Campbell leszármazottja volt, hogy a tengerentúlra utazzon. Frederick Campbell egy új, három emeletes téglaépületet húzott fel a birtokon, a korábbi yarralumlai tanyaépület helyén az 1890-es évek elején. Később Campbell háza az ausztrál főkormányzó rezidenciájává vált, amit ma is úgy ismernek, hogy „Yarralumla”, vagy „Government House”. Campbell 1904-ben a ház mellé építtetett egy fából készült gyapjúsilót is, amely mind a mai napig áll.
1908-ban a Limestone Plains (amelynek részét alkotta Yarralumla is) területét kiválasztották, hogy az éppen hogy csak létrejött Ausztrál Államközösség fővárosának otthont adjon. Nem sokkal később, 1913-ban az Ausztrál Államközösség Kormánya megvásárolta a birtokot. A helyben lakó és gazdálkodó farmereknek megengedték, hogy itt maradjanak és éves bérleményeiken gazdálkodhassanak. Néhányan közülük egészen 1963-ig itt maradtak, amikor is a Molonglo-folyón gátat építettek és a Burley Griffin-tótól elvágták a területet.

## Kialakulása
Az ausztrál főváros megépítésének időszaka alatt alapították a Yarralumla téglagyárat, hogy ellássák alapanyaggal az építkezéseket. Az innen származó téglákat számtalan canberrai épületnél felhasználták, mint például a Parlament ideiglenes épületénél (Old Parliament House, Canberra) is. 1917-ben Walter Burley Griffin elnevezte a téglagyár körüli területet Westridge-nek. Egy keskeny nyomtávú áruszállító vasútvonalat is kiépítettek, amely a nagyobb építkezések helyszínére szállította az építőanyagot a gyártól. Ez kötötte össze a téglagyárat, a parlament épületét és a Kingston Power House-t.

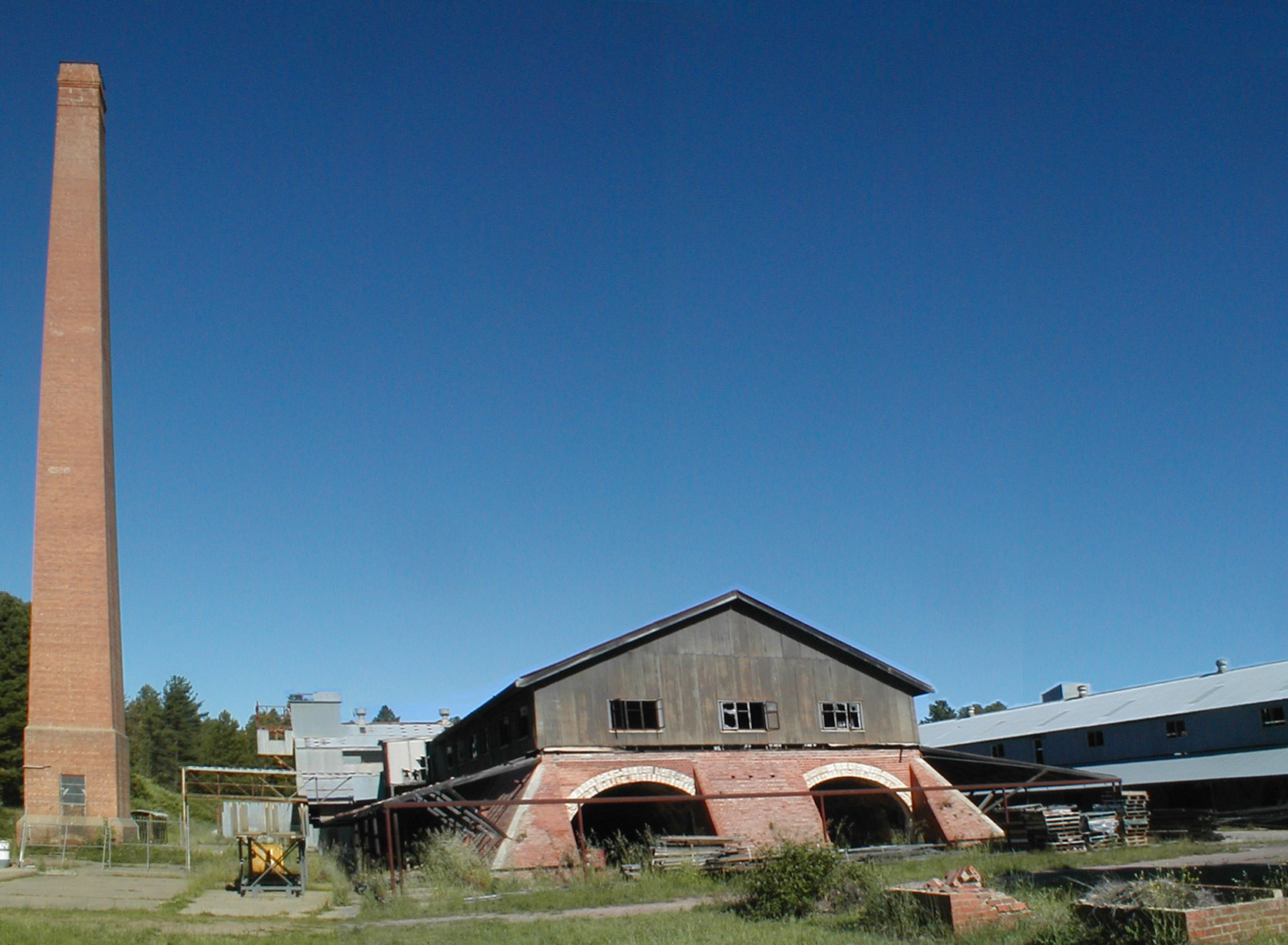
A Yarralumla Téglagyár épülete napjainkban

A Commonwealth faiskola és a Westbourne Woods arborétum kialakítása 1914-ben kezdődött, valamint egy ideiglenesen felhúzott tábor is épült közvetlenül a gyár mellé, hogy el tudják szállásolni a téglagyári munkásokat. Thomas Charles Weston volt a visszaerdősítésért felelős szakember 1913 és 1926 között, majd később ő lett az irányítója a város parkosításának és a parkok és kertek felügyelőjévé nevezték ki. Weston felügyelte a Canberra város közigazgatási területén belül 1913 és 1924 közt elültetett több, mint két millió fa telepítési munkálatait. A Westbourn Woods arborétum nagy részét ma a Royal Canberra Golf Club bérli, miközben a fennmaradó területek a Weston Park részét képezik. A Yarralumla faiskola – bár kisebb méretekben – napjainkban is működik; kiskereskedésként mind a nagybani vevőket, mind az egyéni vásárlókat kiszolgálja.
1922-ben telepet hoztak létre a Stirling Ridge keleti részén, hogy legyen hová elhelyezni azokat a munkásokat, akik a város csatornarendszerének főágán dolgoztak. A következő évben megindult a 62 darab, négyszobás, szigeteletlen faház megépítése, ugyanúgy, mint a házas kereskedők házainak építése akik az ideiglenes parlament építésében voltak érintettek. Más hasonló táborok is létesültek a város több pontján, például Stirling Parknál. Az első ilyen tábor John Hewie települése volt (1922 és 1930 közt), 25 darab faházzal a házas dolgozói, és egybenyíló fa barakkokkal (Hostel Camp) a nőtlen munkások számára. A közelben még két sátortábor, az Old-Tradesman Camp (1923 és 1927 közt) és a No1 Labourers Camp(1924-27) épült a nőtlen munkások számára. Howkie emberei dolgoztak az ideiglenes parlament, a Hotel Canberra és egyéb közeli kormányzati épületek építkezésein. .
A Stirling Park táborai Westlake néven váltak ismertté az új lakóik számára, míg az őslakosok nyelvén a terület neve „Gura Bung Dhaura”, azaz „Köves Föld” volt. 1925-ben az ideiglenes külváros lakossága 700 fő volt. Ez abban az időben nagyjából a Szövetségi Fővárosi Terület összlakosságának mintegy egy ötöde volt és a régióban is csak Molonglo településnek volt több a népessége, mert az 750 fős volt. Ezt a helyet szándékosan úgy választották ki, hogy a parlament épületéhez közel legyen, de a fontosabb útvonalaktól messze. Westlake kisebb faházainak eltávolítása az 1950-es évek közepén indult meg, de az utolsó épületek egészen 1965-ig álltak. A westlake-i munkások épületeinek java részét átköltöztették Quenbeyan-ba, ahol a mai napig az ott élők otthonául szolgálnak. A Yarralumla diplomáciai negyed mellett található Stirling Park ma a történelmi Westlake városrész területét veszi körül.
A Commonwealth Forestry School-t 1926-ban, Westridge-ben alapították, nem messze a téglagyártól és a Westbourn Woods arborétumtól. Az első tanévet 1927-ben kezdték meg. Manapság a műemlékvédelmi listán szereplő Forestry School a hozzá kapcsolódó lakóotthonnal, a Westridge House-szal együtt a Banks Streeten található. A CSIRO Erdészet részét képezi az iskola 1975 óta. A megkapó, Tudor-stílusban épült Westridge House átkerült a CSIRO Erdészet igazgatóságának tulajdonába, akik, mintegy 500 000 ausztrál dollár értékben felújították az épületet.
1928-ban Westridgeben összesen 130 választópolgár szerepelt a névjegyzékben és még ugyanebben az évben hivatalosan Canberra városrészévé vált. Lakosságának nagy részét ekkoriban a téglagyári munkások és a faiskola dolgozói tették ki.

### A II. világháború után

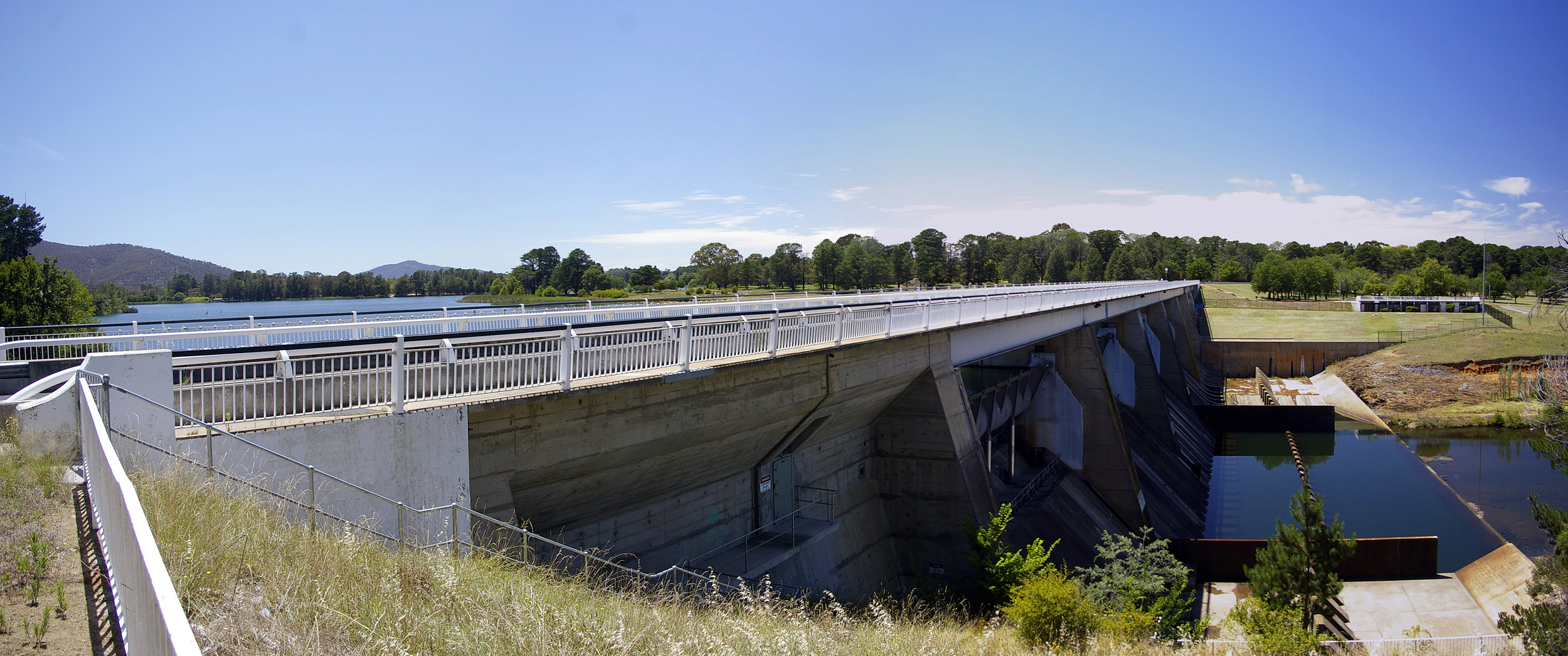
A Scrivener Dam

1950-ben Westridget hivatalosan átnevezték Yarralumlára. 1963-ban feltöltötték a Burley Griffin-tó egy részét és Westlake hivatalosan is átkerült Acton településtől Yarralumlához.
A második világháború után a városrész gyors fejlődésnek indult a sok családi ház építése miatt. Yarralumla képe az alsóbb társadalmi osztályok lakóövezeteként, csak az 1960-as, 70-es években kezdett el megváltozni. A közvélekedés szerint a változás akkor indult be, mikor a Burley Griffin-tó egy részét betemették és az így létrehozott terület környékét átalakították parkokká. Az 1980-as évektől kezdődően az ingatlanárak drasztikusan megemelkedtek, a városrész megfiatalodása miatt. Az eredeti, a kormány által épített épületek nagy részét elbontották az utóbbi években és új, változatos kialakítású, modern lakóépületeket emeltek a helyiek.

## Demográfia

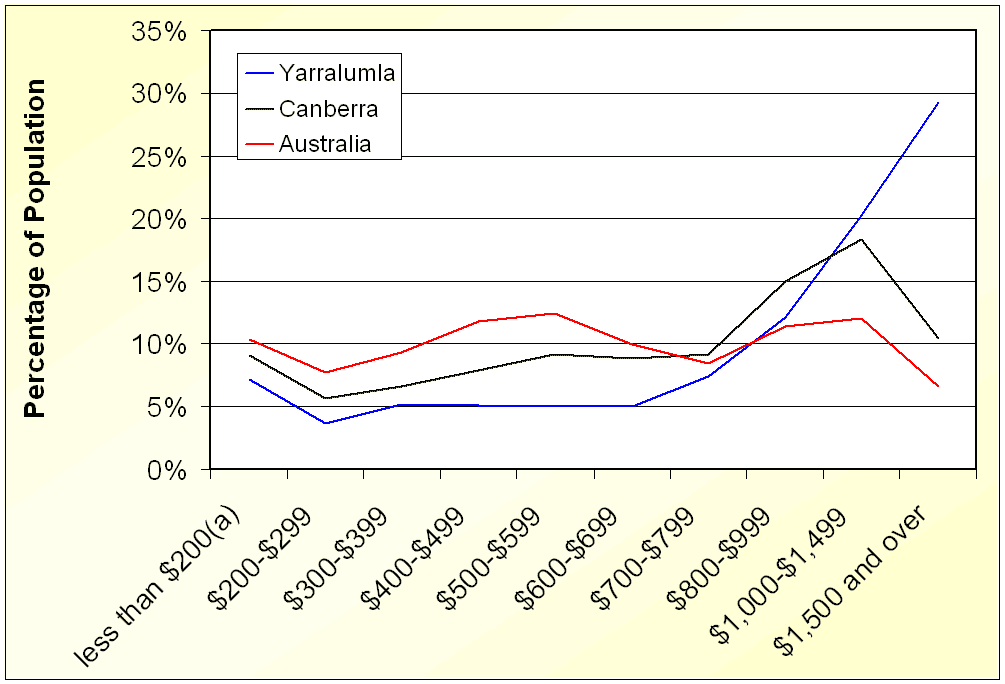
A jövedelmek megoszlása a városrészben

Westridge terület választóinak száma 1928-ban mindössze 130 fő volt. A 2006-os népszámlálás adatai alapján Yarralumla lakossága 2907 főt számlált, ennek 49,1%-a volt férfi, az őslakosok részaránya 0,7% volt, ami jelentősen kevesebb az országos 2,3%-os átlagnál.
A házas emberek száma 5 százalékponttal magasabb volt, mint az országos átlag, és emiatt a sohasem házasulandók részaránya is alatta maradt a nemzeti átlagnak. A házas emberek nagy részaránya ellenére a gyermektelen családok részaránya magasabb volt (47,7%), mint az országos átlag, amely 37,2%. Egy átlagos háztartásban 2,4 fő lakik, szemben az országos 2,6-del. A 2006-os felmérés alapján a yarralumlai lakosok átlagéletkora 45 év, amely magasabb, mint Canberra lakosainak átlagéletkora, ami 34 év.
Yarralumla viszonylag gazdag városrész, lakóinak átlagos heti 969$-os jövedelmével, amely jobb, mint a canberrai átlagjövedelem, amely heti 723$, valamint jobb, mint az országos átlag, amely 466$ hetente. Canberra lakosságán belül 23% dolgozik a közszférában, vagy a védelmi erőknél. Ez nagyobb, mint az ausztrál 2%-os arány. A magasabb jövedelmi ráta a szellemi foglalkozású dolgozók nagy arányának köszönhető, amely 63,3%, szemben a nemzeti 33%-os átlaggal. A fizikai munkások részaránya 4,8%, ami alacsonyabb, mint a nemzeti 17,1%. A kereskedők, technikusok, és egyéb munkások aránya, majdnem háromszor alacsonyabb, mint az ausztrál átlag.
Az ingatlanok átlagos havi bérleti díjai kedvezőbbek (2164$) Yarralumlában, mint a canberrai átlag (5100$), ennél csak a szövetségi átlag alacsonyabb, ami 1300$. A 288$-os heti bérleti díj, viszont több, mint 50%-kal magasabb, mint a nemzeti átlag. 2008-ban egy négyzetméter ingatlan ára 452 500$ volt az Ausztrál Fővárosi Terület területén.
A saját tulajdonú ingatlanok aránya (41,6%), mely jóval magasabb, mint a nemzeti 32,6%. A lakók az ingatlanok közel egy harmadát bérlik és minden tizedik lakás önkormányzati tulajdonban van. A lakóingatlanok 72,5%-a családi ház, de ezeknek a részaránya folyamatosan csökken, mert az épületeket fokozatosan átalakítják dupla-lakásokká és egyéb modern megoldásokká.
Yarralumla lakóinak nagyobb része (69,7%) ausztrál születésű. A második legjelentősebb anyaország Anglia(6,4%-kal), melyet Új-Zéland 2%-kal és India követ 1,4%-kal. Az angolt a háztartások 87,3%-ban beszélik, amely magasabb arány, mint az országos átlag, amely 78,5%. A többi nyelv részaránya mind 1%-on alul van. A fontosabbak ezek közül a német, az olasz, a hindi, és a spanyol nyelv, amelyek egyaránt 0,5%-os részaránnyal képviseltetik magukat. A leggyakoribb vallások a következők: római katolikus, unitárius, anglikán és presbiteriánus. A nem vallásos emberek részaránya magasabb (26,2%), mint az országos (18,7%) átlag.

## Gazdaság
A városrész elsősorban kereskedelmi és vendéglátóipari, valamint egyéb szolgáltatások egységeivel rendelkezik. Családi házas és diplomáciai negyed jellege miatt ipari egyáltalán, mezőgazdasági tevékenység pedig csak elenyésző mértékben folyik Yarralumla területén. Yarralumla 7,2 négyzetkilométernyi területéből mindössze 30 hektár földterület áll művelés alatt, amelyen 2006-ban összesen 1,4 millió ausztrál dollár értékű terményt termesztettek. Az állattartás egyáltalán nincs jelen a városrészben. A szállodaipart egy darab, tizenöt szobásnál nagyobb hotel, valamint egy darab ötnél több szobás és egy darab tizenöt szobás szálláshely képviseli. A helyi bevásárlóközpont a Bentham és Novar utcák sarkán található. A bevásárlóközpontban található szupermarket, pékség, száraz tisztító, videotéka és egyben posta, gyógyszertár, ajándékbolt, újságos, valamint sok étterem és egyéb szaküzletek.
Az ingatlanpiac fellendülését mutatják azok a számok, melyekből a magánszektor ingatlanjainak áremelkedése olvasható ki.

## Oktatás
Két iskolai előkészítő is működik Yarralumlában, az egyik a Hill Corner Preschool, amely ma St. Nicholas Greek-Austral Preschool, amely görög–ausztrál tannyelvű iskolai előkészítő, valamint a korábbi St. Peter Chanel's Primary School épületében a Montessori Preschool. A nemrég megnyitott Little Lodge napköziotthon a Macgillivray Street-en található.
Yarralumla első oktatási intézménye a katolikus Catholic St Peter Chanel's Primary School 1956-ban nyitotta meg kapuit, majd az 1990-es években bezárt. A Yarralumla Primary School általános iskola egy évvel a St Peter Chanel megnyitása után nyílt meg. Az intézmény állami fenntartású, melynek egyik felében ma tanulási nehézségekkel küzdő diákokat oktatnak.

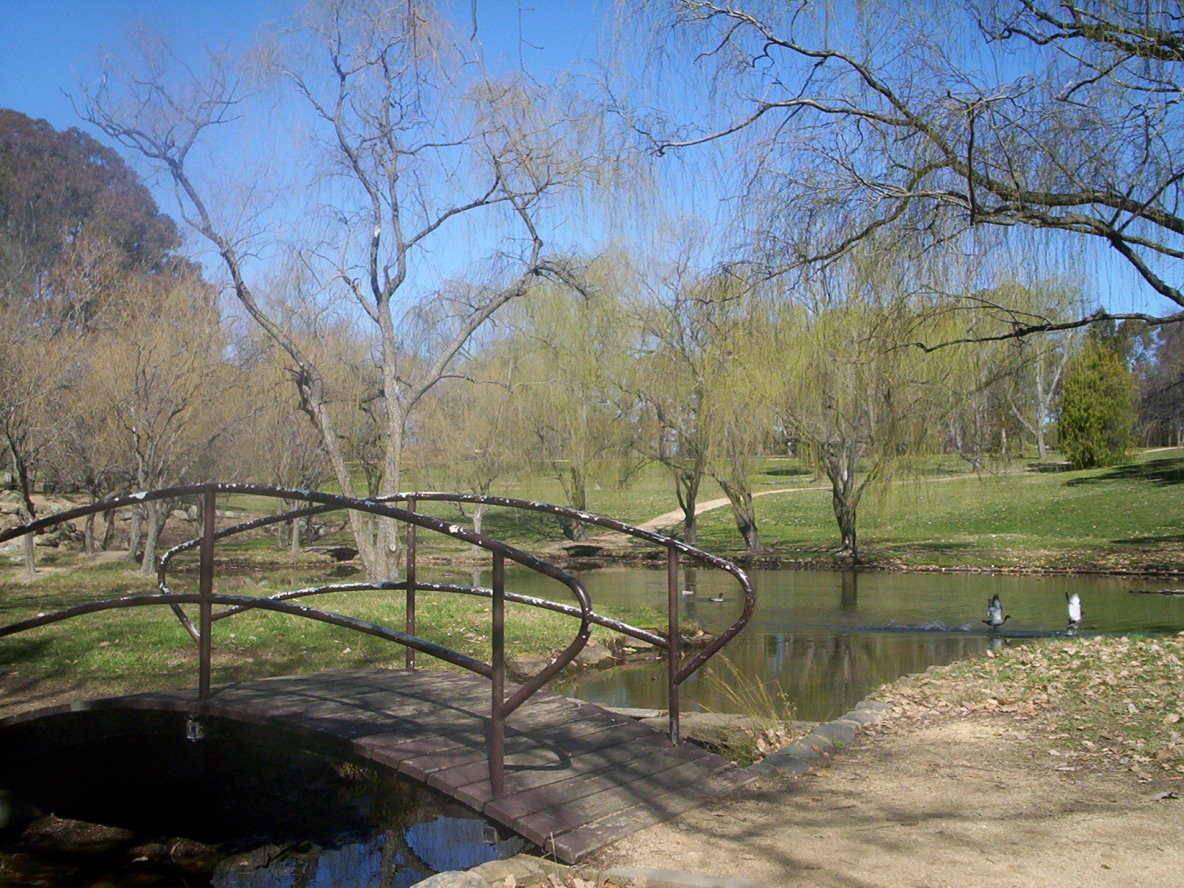
A Weston Park Yarralumlában

A Canberra Japanese Supplementary School, az úgy nevezett Hoshuko, azaz japán hétvégi oktatási program keretén belül működő oktatási intézmény. Az intézmény központja a japán nagykövetség konzuli részlegén üzemel, míg kihelyezett tagintézménye működik Deakinban, az Ausztrál fővárosi terület egy másik pontján a Deakin High School-on belül, melyet 1988. augusztus elsején alapítottak.

## Szabadidős és pihenési lehetőségek
A Weston Park a Burley Griffin-tó nyugati végénél, egy félszigeten helyezkedik el. A parkban fürdőzési lehetőség is várja az idelátogatókat. A gyermekek számára játszótér és minimedence lett kialakítva, valamint egy kisvasút is, valamint a park népszerű barbecue-készítő hely hétvégente. A Weston Park a Burley Griffin-tó partján kialakított parkláncolatnak az egyik tagja. A többi park neve: Yarralumla Bay, Lenox Gardens (melynek része egy japánkert is, a Canberra Nara Park) és a Stirling Park.

## Tömegközlekedés
Akárcsak Canberra más városrészei, Yarralumla is elérhető tömegközlekedés útján, az ACTION buszok segítségével. Hétköznapokon két járatpár biztosítja Yarralumla, a főváros és Woden közti utasforgalom lebonyolítását. Hétvégeken és ünnepnapokon óránként járnak a buszok.

## Politikai élet
Yarralumla Canberra szövetségi választókerületében található. Jelenleg a 2010-es, majd a 2014-es választásokon is diadalmaskodó Gai Brodtmann képviselő képviseli a képviselőházban Yarralumlát. Az Ausztráliai fővárosi terület választókerületében hagyományosan a munkáspárt képviselői jutnak be a képviselőházba. A politikai felmérések, valamint a 2012-es helyi és a 2013-as szövetségi választások eredményei azonban azt mutatják, hogy jobbra tolódnak a választókerület politikai viszonyai.
Az ausztrál törvényhozás terén Yarralumla, Molongo választókerülethez tartozik, amely hét tagot küld a testületbe, bár ezt a rendszert 2014 februárjában felülvizsgálták. A 2004-es választás megmutatta, hogy a választók 7,3%-a eltávolodott a munkáspárttól, valamint 4,1%-uk a liberális párttól pártolt el. A 2012-es kerületi választáson a liberális párt jelöltje győzött, ugyanakkor a munkáspárt szavazóinak 2,1, a liberális párt szavazóinak 10 százalékát veszítette el.
A Yarralumla Residents Association (YRA (Yarralumla Lakosainak Szövetsége)) a külváros lakosságának és üzleti szférájának érdekeit hivatott képviselni. A csoport kiáll az ausztrál kormányzat városi konszolidációs terveivel szemben és ragaszkodik a népesség alacsonyan tartásához azáltal, hogy a jelenlegi családi házas övezet fennmaradását támogatja, szemben a kormány építési terveivel. A csoport eléggé hangsúlyosan szembehelyezkedik mindeniféle kormányzati fejlesztésekkel, amely yarralumlával, vagy a téglagyár területével kapcsolatos.

## Látnivalók

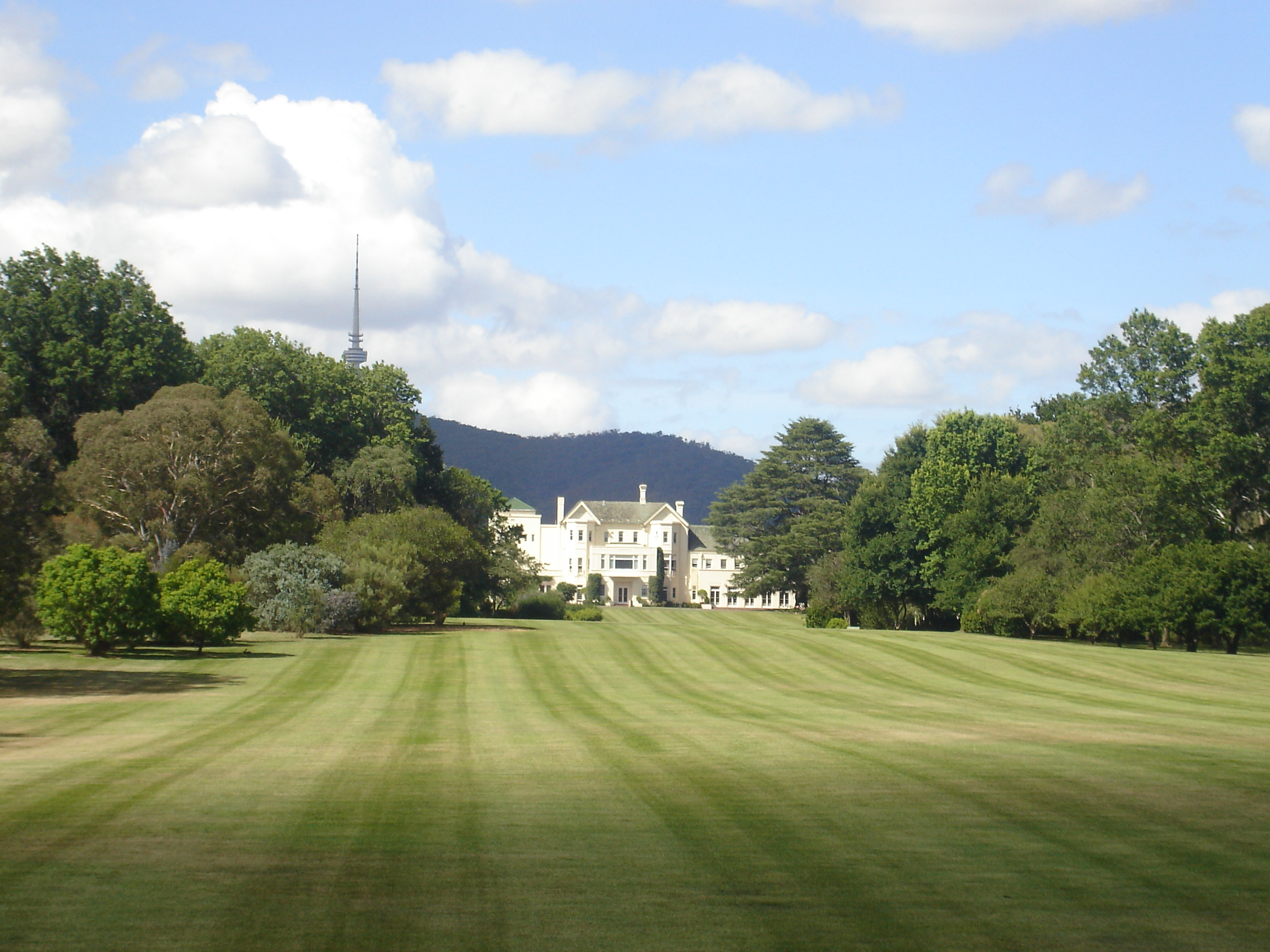
A Government House

Yarralumla Canberra többi külvárosa között előkelő helyet foglal el nagy számú látnivalói, illetve történelmi vonatkozású helyszínei miatt. Az ausztrál főkormányzó rezidenciája, a Government House, mely osztozik a kerülettel a Yarralumla néven, egy 53 hektáros parkban található, a külváros nyugati részén. A terület közvetlenül a Burley Griffin-tó partvidékén helyezkedik el, nem messze a Royal Canberra Golf Clubtól és a Scrivener Damtől. Az épületet 1891-ben építették a Yarralumla-birtok főhadiszállásának. Szintén a Scrivener Dam mellett helyezkedik el a Nemzeti Állatkert és Akvárium. A kormányzati épület közelében elhelyezkedő gyapjúsiló épületét igénybe lehet venni különböző események helyszíneként, mely gyakran ad otthont partiknak és táncos mulatságoknak. A gyapjúsiló környékén lévő területen egy lovasparkot alakítottak ki, ahol gyakran rendeznek díjugratást, lovastusákat és lóversenyeket.
A Yarralumla Téglagyár arról híres, hogy ez volt a legelső ipari terület az Ausztrál Fővárosi Területen belül. A téglagyárat időszakosan többször is bezárták a nagy gazdasági világválság és a második világháború idején. Különböző indítványok születtek a téglagyár modernizálására, ám ezek mindegyikét elutasította a National Capital Development Commission, majd a téglagyár 1976 óta végleg zárva van. A téglagyár ma a nagyközönség előtt zárva tart és épületei egyre elhanyagoltabb állapotban vannak. Az elkerítetlen park, amely a téglagyárat övezi, népszerű hétvégi pihenőhely a yarralumlai lakosok körében. A mintegy 42 hektárnyi kiterjedésű terület hasznosítására vonatkozóan egy 1600 új lakóépületet magába foglaló városrehabilitáció merült fel, amelynek megvalósulására az esélyek jelentősen csökkentek az utóbbi időben.

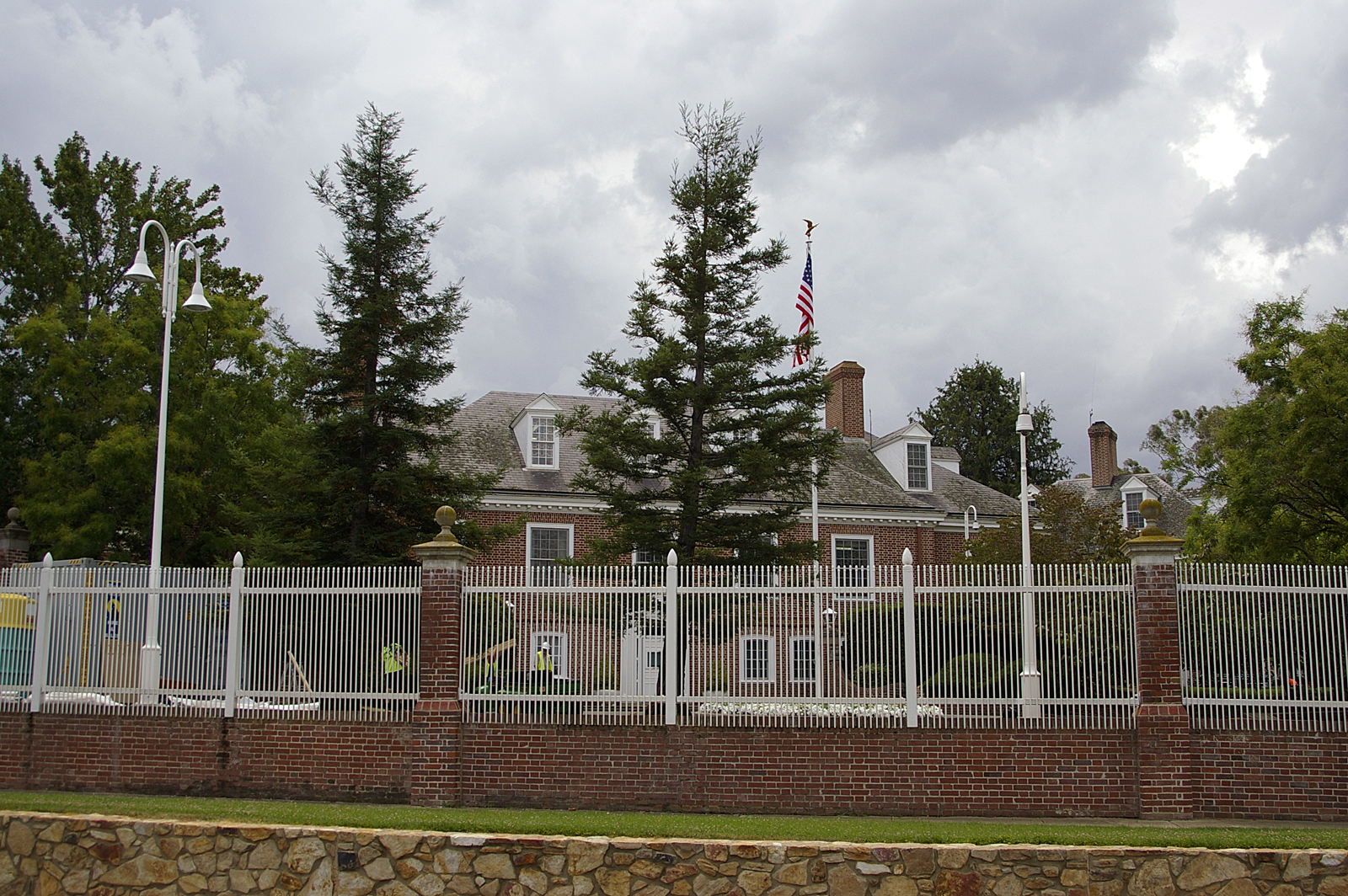
Az Amerikai Egyesült Államok nagykövetségi épülete Yarralumlában

Yarralumla keleti végében a diplomatanegyed épületei állnak, melyeket nem egyszer olyan stílusban építettek, amilyen a benne helyet kapó diplomáciai küldöttségek anyaországában szokásos. Az ilyen regionális stílusban épített épületekre nyújt példát Szaúd-Arábia nagykövetsége, Thaiföld nagykövetsége és India, valamint Pápua Új-Guinea főkonzulátusa.
Az első nagykövetségi épület, melyet Canberrában építettek, az az Amerikai Egyesült Államok Nagykövetségének épülete volt, melynek alapkőletételére 1946. július 4-én került sor. A követség épületének építészeti stílusára mély benyomást gyakorolt a Virginiában, a 18. század elején élt tervező, Christopher Wren munkássága. A canberrai városnéző túrák kedvelt útvonala a többek közt yarralumlában végigkígyózó nagykövetség néző autóbuszos túra.
Kelet-Yarralumlában található még a Lenox Gardens, a Yarralumla Yacht Club, az Albert Hall és a Hotel Canberra. A Hotel Canberra 1924-ben nyitotta meg kapuit, hogy a fővárosba utazó politikusoknak szálláslehetőséget biztosítson. A hotelt 1974-ben bezárták, hogy hozzácsatolják a parlament épületéhez 1976 és 1984 között. A Hyatt Hotel Group 1987-ben újra megnyitotta a szálloda kapuit.

## Nagykövetségek és főkonzulátusok Yarralumla diplomatanegyedében[63]
| - Amerikai Egyesült Államok - Belgium - Brazília - Dél-afrikai Köztársaság - Dél-Korea - Egyesült Királyság - Egyiptom - Finnország - Franciaország | - Fülöp-szigetek - Görögország - Hollandia - India - Indonézia - Írország - Izrael - Japán - Kanada | - Kína - Lengyelország - Malajzia - Mexikó - Mianmar - Nigéria - Norvégia - Pápua Új-Guinea - Spanyolország | - Svédország - Szaúd-Arábia - Szingapúr - Thaiföld - Törökország - Új-Zéland |

## Fordítás
- Ez a szócikk részben vagy egészben  a   Yarralumla, Australian Capital Territory című angol Wikipédia-szócikk ezen változatának fordításán alapul.  Az eredeti cikk szerkesztőit annak laptörténete sorolja fel. Ez a jelzés csupán a megfogalmazás eredetét és a szerzői jogokat jelzi, nem szolgál a cikkben szereplő információk forrásmegjelöléseként.